# Europeiska cyklistförbundet

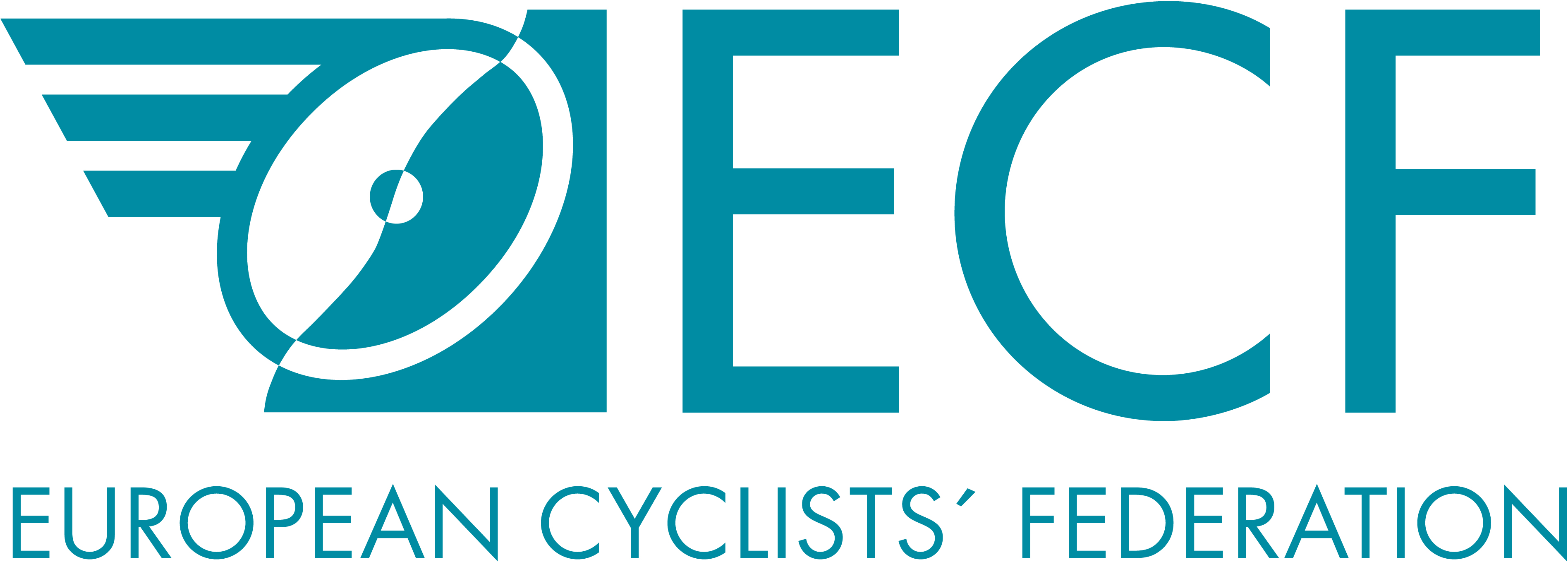

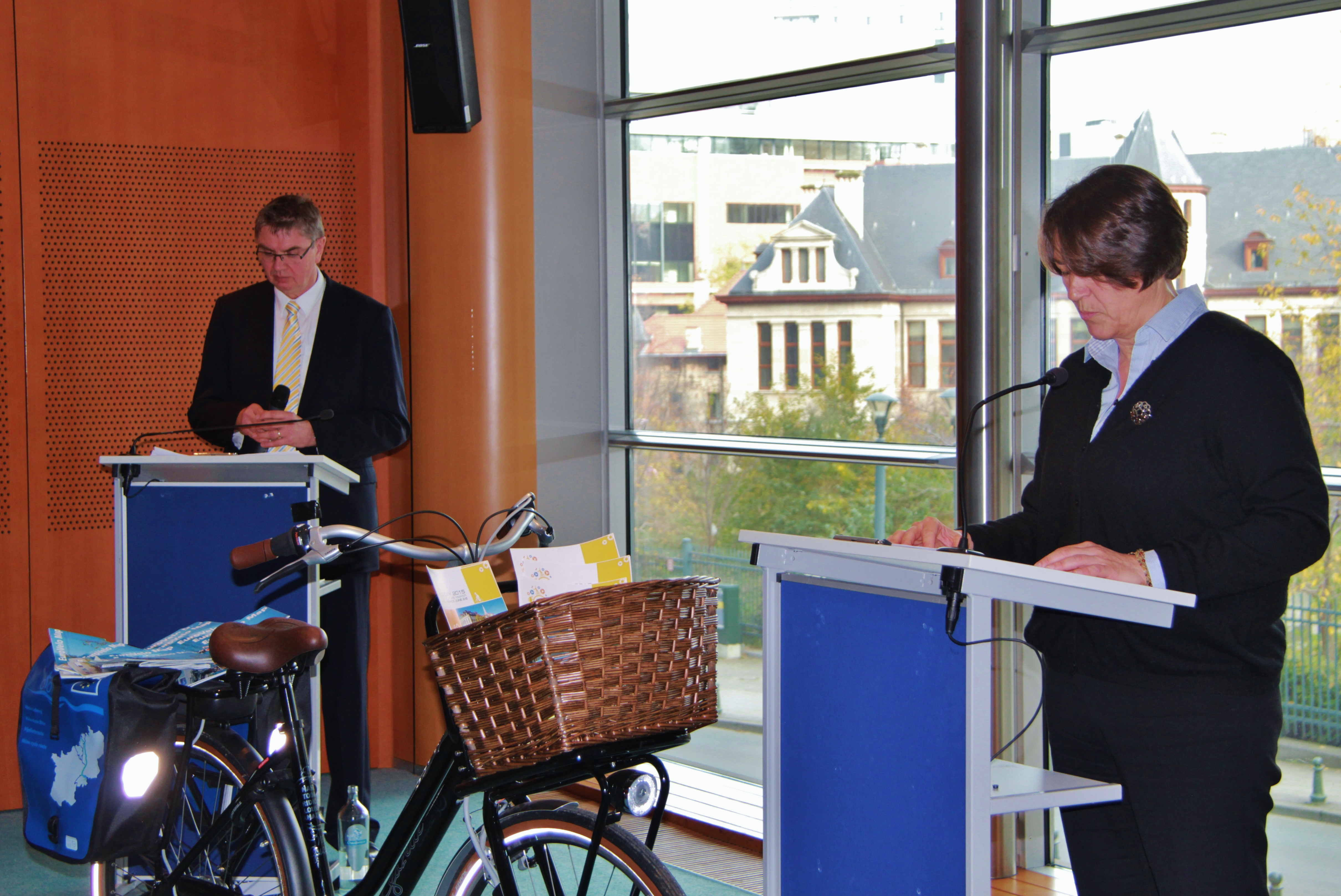

Europeiska cyklistförbundet (European Cyclists' Federation, ECF) är en paraplyorganisation för cyklistförbund och andra organisationer. ECF grundades 1983 av tolv europeiska cyklistförbund och har idag 60 medlemsorganisationer i 37 länder. Fullt medlemskap kan ges till cyklistförbund, medan andra typer av cykelintressenter kan ges observatörsstatus eller stödmedlemskap.
Cykelfrämjandet är medlem i Europeiska cyklistförbundet.

## Medlemsorganisationer
Följande organisationer är fullständiga medlemmar i ECF.
| Organisation                                                             | Land           | Medlemsantal |       |
| ------------------------------------------------------------------------ | -------------- | ------------ | ----- |
| Go 2 Albania                                                             | Albanien       |              |       |
| Fietsersbond VZW                                                         | Belgien        | 23,000       |       |
| GRACQ - Les Cyclistes Quotidiens asbl                                    | Belgien        |              |       |
| Centar za životnu sredinu                                                | Bosnien        |              |       |
| Bulgariska cykelförbundet                                                | Bulgarien      |              |       |
| Dansk Cyklist Forbund                                                    | Danmark        | 16,000       |       |
| Foreningen Frie Fugle                                                    | Danmark        |              |       |
| Vänta Aga                                                                | Estland        |              |       |
| Finska cykelförbundet/Suomen Pyöräily                                    | Finland        |              |       |
| AF3V (Association Française des Véloroutes et Voies Vertes)              | Frankrike      |              |       |
| FUB - FÉDÉRATION FRANÇAISE DES USAGERS DE LA BICYCLETTE                  | Frankrike      | 30,000       |       |
| Attica Bike Community                                                    | Grekland       |              |       |
| Podilatiki Apo-Drasi Pierias                                             | Grekland       |              |       |
| Ecological Movement of Thessaloniki                                      | Grekland       |              |       |
| POLEIS GIA PODILATO                                                      | Grekland       |              |       |
| Cyclist.ie                                                               | Irland         |              |       |
| Landssamtök hjólreiðamanna (LHM)                                         | Island         |              |       |
| FIAB (Federazione Italiana Amici della Bicicletta)                       | Italien        |              |       |
| Udruga Sindikat biciklista                                               | Kroatien       |              |       |
| Latvijas Velocelojumu Informacijas Centre                                | Lettland       |              |       |
| Lithuanian Cyclists' Community                                           | Litauen        |              |       |
| Cycle Luxembourg                                                         | Luxemburg      |              |       |
| LVI (Lëtzebuerger Velos-Initiativ)                                       | Luxemburg      |              |       |
| Fietsersbond                                                             | Nederländerna  | 35,000       |       |
| NEDERLANDSE VERENIGING VOOR HUMAN POWERED VEHICLES                       | Nederländerna  |              |       |
| Bikers Lovers Association                                                | Nordcypern     | 82           |       |
| SLF (Syklistenes Landsforening)                                          | Norge          |              |       |
| Miasta Dla Rowerów                                                       | Polen          |              |       |
| PSWE - POMORSKIE STOWARZYSZENIE ”WSPÓLNA EUROPA”                         | Polen          |              |       |
| Municipal Association of Bicycle Tourism Circle Relaxation               | Polen          |              |       |
| FPCUB (Federação Portuguesa de Cicloturismo e Utilizadores de Bicicleta) | Portugal       |              |       |
| MUBi – Association for the Urban Mobility on Bicycle                     | Portugal       |              |       |
| FEDERATIA BICICLISTILOR DIN ROMANIA                                      | Rumänien       |              |       |
| Велотранспортный союз                                                    | Ryssland       |              |       |
| Russian Cycle Touring Club                                               | Ryssland       |              |       |
| Future Bike CH                                                           | Schweiz        | 250          |       |
| Pro Velo Schweiz                                                         | Schweiz        | 31,000       |       |
| Yugo cikling kampanja                                                    | Serbien        |              |       |
| NSBI - NOVOSADSKA BICIKLISTIČKA INICIJATIVA                              | Serbien        |              |       |
| Cycling Scotland                                                         | Skottland      |              | [ 2 ] |
| Slovenský cykloklub                                                      | Slovakien      |              |       |
| Slovenska Kolesarska mreza                                               | Slovenien      |              |       |
| A Contramano: ASAMBLEA DE CICLISTAS DE SEVILLA                           | Spanien        | 116          |       |
| CONBICI                                                                  | Spanien        |              |       |
| Cyclenation                                                              | Storbritannien |              |       |
| Cykelfrämjandet                                                          | Sverige        | 5,593        |       |
| Izmir Bicycle Association                                                | Turkiet        | 312          |       |
| BISIKLET DERNEĞI                                                         | Turkiet        |              |       |
| ENVERÇEVKO                                                               | Turkiet        |              |       |
| ADFC (Allgemeiner Deutscher Fahrrad-Club)                                | Tyskland       | 152,000      |       |
| HPV Deutschland                                                          | Tyskland       | 1,000        |       |
| Magyar Kerékpárosklub                                                    | Ungern         |              |       |
| Kyiv Cyclists' Association                                               | Ukraina        | 315          |       |
| BCC - Brest Cycling Community                                            | Vitryssland    |              |       |
| Minsk Cycling COmmunity                                                  | Vitryssland    |              |       |
| Radlobby Österreich                                                      | Österrike      |              |       |